# Lo Camp de Trudis
Lo Camp de Trudis és un paratge del terme municipal de Tremp, al Pallars Jussà, dins de l'antic terme ribagorçà de Sapeira.
Està situada al sud-est del poble de Sapeira, en el contrafort occidental de la Roca Mosquera, en una carena delimitada al nord pel barranc de Canarill i al sud pel de Turmeda. És al nord del lloc de Turmeda.